# Seroki-Parcela
Seroki-Parcela – wieś w Polsce położona w województwie mazowieckim, w powiecie sochaczewskim, w gminie Teresin. Ma status sołectwa. Przez miejscowość przepływa Teresinka.
W latach 1975–1998 miejscowość administracyjnie należała do województwa skierniewickiego.
Za Królestwa Polskiego istniała gmina Seroki. 

## Pałac
W Serokach zlokalizowany jest pałac byłego dziedzica tego obszaru Tadeusza Seroczyńskiego. Właściciel, będąc jednocześnie architektem i inwestorem, zbudował w roku 1927 nową siedzibę dla swojej rodziny. Pałac powstał w miejscu poprzedniego budynku. Dziedzic Seroczyński w związku z kosztami inwestycji sprzedał część swojego majątku. Herbem rodziny zarządzającej Serokami był Roch. W pałacu od 1957 roku znajdowała się filia Szpitala Tworkowskiego, w latach 70. zrezygnowano z jej działalności. Obecnie pałac to własność prywatna. 

## Transport
Przez miejscowość przebiega droga krajowa nr 92. We wsi znajduje się przystanek kolejowy Seroki na linii nr 3 Warszawa Zachodnia – Kunowice funkcjonujący od 1959 roku.